# RHYTHM CRUSH
『RHYTHM CRUSH』（リズム・クラッシュ）は、LADIES ROOMのミニ・アルバム。1994年5月1日発売。

## 解説
LADIES ROOMの初のミニ・アルバムである。JUNが病気療養中であったため、ドラムなしのアコースティック形態での演奏で録音されている。

全5曲の内訳は、新曲1曲、カバー1曲、セルフカバー3曲。初回生産限定で発売され、特典としてバンダナがついた。発売日はGEORGEの28歳の誕生日であった。

## 発売までの経緯
LADIES ROOMは1993年10月1日にシングル「TIME AFTER TIME」を発売後、秋のコンサートツアーを敢行し、11月からニューアルバムの制作に取り掛かっていたが、某日リハーサルスタジオでJUNが倒れ、救急車で病院に搬送された。病名は脳内出血と診断され、手術を行い約1ヶ月間入院、バンドからの離脱を余儀なくされた。
当時バンドは1993年内のテレビ出演やコンサート活動がまだ残っており、JUNの代役としてLUNA SEAの真矢や元GRAND SLAMの豊川義弘が参加した。しかしアルバム制作及び翌年のコンサートツアーの予定は一切白紙となってしまった。そんな中、極力3人でできることをやろうという意思のもと、今回のアルバムが制作された。
本作発売後、百太郎、GEORGE、NAOの3人に管弦楽のサポートメンバーを加えた形態でのコンサートがRHYTHM CRUSH名義で行われ、その時の一部の音源が次作「RHYTHM CRUSH 2」に収録された。

## 収録曲
1. Wonderful Tonight
（作詞：百太郎、作曲：LADIES ROOM)
新曲。JUN復帰後に4人で再録され、ビデオ・シングル「Wonderful Tonight(destined reunion)」として発売された。
2. Hard Luck Woman
（作詞・作曲：ポール・スタンレー、日本語詞：百太郎）
メンバー全員が敬愛するロックバンド、キッスの楽曲に新たに日本語の歌詞をつけてカバーしたもの。
3. Little Piece Of Heaven (T-120 Series)
（作詞・作曲：百太郎、GEORGE、NAO、JUN & SHOJI)）
「Made in SEX」収録曲のセルフカバー。
4. Dance!! in the back (3rd World)
（作詞：百太郎、作曲：LADIES ROOM）
「eat a peach」収録曲のセルフカバー。
5. Light of Your Eyes (Quiet Emotion)
（作詞・作曲：LADIES ROOM）
「LOCK AND KEY」収録曲のセルフカバー。
アコースティックギターのソロ以外はピアノのみをバックに歌われている。

## 参加ミュージシャン
- 百太郎 ヴォーカル
- GEORGE ベース、コーラス
- NAO ギター、コーラス
- 杉浦哲郎 ピアノ(#5)
- 八木のぶお ハーモニカ (#2)
- YOSHIYUKI KONNO パーカッション (#1,2,5)